# Liste des arrondissements du Bénin
Les arrondissements constituent le troisième niveau des unités administratives du Bénin, après les 12 départements et les 77 communes. À leur tour, ils contiennent des villages et/ou des quartiers urbains. Il y a actuellement 545 arrondissements.
Dans cet article sont classés tous les arrondissements du Bénin, rangés par département, puis par commune.

## Département de l'Alibori

### Banikoara
Banikoara, Founougo, Gomparou, Goumori, Kokey, Kokiborou, Ounet, Sompérékou, Soroko, Toura.

### Gogounou
Bagou, Gogounou, Gounarou, Ouara, Sori, Zoungou-Pantrossi.

### Kandi
Angaradébou, Bensékou, Donwari, Kandi I, Kandi II, Kandi III, Kassakou, Saah, Sam, Sonsoro.

### Karimama
Birni Lafia, Bogo-Bogo, Karimama, Kompa, Monsey.

### Malanville
Garou, Guéné, Malanville, Madécali, Toumboutou.

### Segbana
Libantè, Liboussou, Lougou, Segbana, Sokotindji.

## Département de l'Atacora

### Boukoumbé
Boukoumbé, Dipoli, Korontière, Kossoucoingou, Manta, Natta, Tabota.

### Cobly
Cobly, Datori, Kountori, Tapoga.

### Kérou
Brignamaro, Firou, Kérou, Koabagou.

### Kouandé
Birni, Chabi-Couma, Fô-Tancé, Guilmaro, Kouandé, Oroukayo.

### Matéri
Dassari, Gouandé, Matéri, Nodi, Tantéga, Tchianhoun-Cossi.

### Natitingou
Kotopounga, Kouaba, Koundata, Natitingou I, Natitingou II, Natitingou III, Natitingou IV, Perma, Tchoumi-Tchoumi.

### Péhunco
Gnémasson, Péhunco, Tobré.

### Tanguiéta
Cotiakou, N'Dahonta, Taiakou, Tanguiéta, Tanongou.

### Toucountouna
Kouarfa, Tampégré, Toucountouna.

## Département de l'Atlantique

### Abomey-Calavi
Abomey-Calavi, Akassato, Godomey, Glo-Djigbé, Hêvié, Kpanroun, Ouèdo, Togba, Zinvié.

### Allada
Agbanou, Ahouannonzoun, Allada, Attogon, Avakpa, Ayou, Hinvi, Lissègazoun, Lon-Agonmey, Sekou, Togoudo, Tokpa-Avagoudo.

### Kpomassè
Aganmalomè, Agbanto, Agonkanmè, Dédomè, Dékanmè, Kpomassè, Sègbèya, Sègbohouè, Tokpa-Domè.

### Ouidah
Avlékété, Djègbadji, Gakpé, Houakpè-Daho, Ouidah I, Ouidah II, Ouidah III, Ouidah IV, Pahou, Savi.

### Sô-Ava
Ahomey-Lokpo, Dékanmey, Ganvié I, Ganvié II, Houédo-Aguékon, Sô-Ava, Vekky.

### Toffo
Agué, Colli-Agbamè, Coussi, Damè, Djanglanmè, Houègbo, Kpomè, Sè, Sèhouè, Toffo-Agué.

### Tori-Bossito
Avamè, Azohouè-Aliho, Azohouè-Cada, Tori-Bossito, Tori-Cada, Tori-Gare Tori aïdohoue, Tori acadjamè.

### Zè
Adjan, Dawè, Djigbé, Dodji-Bata, Hèkanmé, Koundokpoé, Sèdjè-Dénou, Sèdjè-Houégoudo, Tangbo-Djevié, Yokpo, Zè.

## Département du Borgou

### Bembéréké
Bembéréké, Béroubouay, Bouanri, Gamia, Ina.

### Kalalé
Basso, Bouka, Dérassi, Dunkassa, Kalalé, Péonga.

### N'Dali
Bori, Gbégourou, N'Dali, Ouénou, Sirarou.

### Nikki
Biro, Gnonkourakali, Nikki, Ouénou, Sérékalé, Suya, Tasso.

### Parakou
1er arrondissement de Parakou, 2e arrondissement de Parakou, 3e arrondissement de Parakou.

### Pèrèrè
Gninsy, Guinagourou, Kpané, Pébié, Pèrèrè, Sontou.

### Sinendé
Fô-Bourè, Sèkèrè, Sikki, Sinendé.

### Tchaourou
Alafiarou, Bétérou, Goro, Kika, Sanson, Tchaourou, Tchatchou.

## Département Des Collines

### Bantè
Agoua, Akpassi, Atokoligbé, Bantè, Bobè, Gouka, Koko, Lougba, Pira.

### Dassa-Zoumè
Akofodjoulè, Dassa I, Dassa II, Gbaffo, Kerè, Kpingni, Lèma, Paouignan, Soclogbo, Tré.

### Glazoué
Aklankpa, Assanté, Glazoué, Gomè, Kpakpaza, Magoumi, Ouèdèmè, Sokponta, Thio, Zaffé.

### Ouèssè
Challa-Ogoi, Djègbè, Gbanlin, Kémon, Kilibo, Laminou, Odougba, Ouèssè, Toui.

### Savalou
Djaloukou, Doumè, Gobada, Kpataba, Lahotan, Lèma, Logozohè, Monkpa, Ottola, Ouèssè, Savalou-aga, Savalou-agbado, Savalou-attakè, Tchetti.

### Savè
Adido, Bèssè, Boni, Kaboua, Ofè, Okpara, Plateau, Sakin.

## Département de la Donga

### Bassila
Alédjo, Bassila, Manigri, Pénéssoulou.

### Copargo
Anandana, Copargo, Pabégou, Singré.

### Djougou
Barei, Bariénou, Bélléfoungou, Bougou, Djougou I, Djougou II, Djougou III, Kolokondé, Onklou, Patargo, Pélébina, Sérou.

### Ouaké
Badjoudè, Kondé, Ouaké, Sèmèrè I, Sèmèrè II, Tchalinga.

## Département du Couffo

### Aplahoué
Aplahoué, Atomè, Azovè, Dekpo, Godohou, Kissamey, Lonkly.

### Djakotomey
Adjintimey, Bètoumey, Djakotomey I, Djakotomey II, Gohomey, Houègamey, Kinkinhoué, Kokohoué, Kpoba, Sokouhoué.

### Dogbo-Tota
Ayomi, Dèvè, Honton, Lokogohoué, Madjrè, Tota, Totchagni.

### Klouékanmè
Adjanhonmè, Ahogbèya, Aya-Hohoué, Djotto, Hondji, Klouékanmè, Lanta, Tchikpé.

### Lalo
Adoukandji, Ahondjinnako, Ahomadegbe, Banigbé, Gnizounmè, Hlassamè, Lalo, Lokogba, Tchito, Tohou, Zalli.

### Toviklin
Adjido, Avédjin, Doko, Houédogli, Missinko, Tannou-Gola, Toviklin.

## Département du Littoral

### Cotonou
1er arrondissement de Cotonou, 2e arrondissement de Cotonou, 3e arrondissement de Cotonou, 4e arrondissement de Cotonou, 5e arrondissement de Cotonou, 6e arrondissement de Cotonou, 7e arrondissement de Cotonou, 8e arrondissement de Cotonou, 9e arrondissement de Cotonou, 10e arrondissement de Cotonou, 11e arrondissement de Cotonou, 12e arrondissement de Cotonou, 13e arrondissement de Cotonou.

## Département du Mono

### Athiémé
Adohoun, Atchannou, Athiémé, Dédékpoé, Kpinnou.

### Bopa
Agbodji, Badazoui, Bopa, Gbakpodji, Lobogo, Possotomè, Yégodoé.

### Comè
Agatogbo, Akodéha, Comè, Ouèdèmè-Pédah, Oumako.

### Grand-Popo
Adjaha, Agoué, Avloh, Djanglanmey, Gbéhoué, Grand-Popo, Sazoué.

### Houéyogbé
Dahé, Doutou, Honhoué, Houéyogbé, Sè, Zoungbonou.

### Lokossa
Agamé, Houin, Koudo, Lokossa et Ouèdèmè.

## Département de l'Ouémé

### Adjarra
Adjarra I, Adjarra II, Aglogbé, Honvié, Malanhoui, Médédjonou.

### Adjohoun
Adjohoun, Akpadanou, Awonou, Azowlissè, Dèmè, Gangban, Kodè, Togbota.

### Aguégués
Avagbodji, Houédomè, Zoungamè.

### Akpro-Missérété
Akpro-Missérété, Gomè-Sota, Katagon, Vakon, Zodogbomey.

### Avrankou
Atchoukpa, Avrankou, Djomon, Gbozounmè, Kouty, Ouanho, Sado.

### Bonou
Affamè, Atchonsa, Bonou, Damè-Wogon, Houinviguè.

### Dangbo
Dangbo, Dèkin, Gbéko, Houédomey, Hozin, Késsounou, Zounguè.

### Porto-Novo
1er arrondissement, 2e arrondissement, 3e arrondissement, 4e arrondissement, 5e arrondissement.

### Sèmè-Kpodji
Agblangandan, Aholouyèmè, Djèrègbè, Ekpè, Sèmè-Kpodji, Tohouè.

## Département du Plateau

### Adja-Ouèrè
Adja-Ouèrè, Ikpinlè, Kpoulou, Massè, Oko-Akarè, Totonnoukon.

### Ifangni
Banigbé, Daagbé, Ifangni, Ko-Koumolou, Lagbé, Tchaada.

### Kétou
Adakplamé, Idigny, Kpankou, Kétou, Odometa, Okpometa.

### Pobè
Ahoyéyé, Igana, Issaba, Pobè, Towé.

### Sakété
Aguidi, Ita-Djèbou, Sakété I, Sakété II, Takon, Yoko.

## Département du Zou

### Abomey
Agbokpa, Dètohou, Djègbè, Hounli, Sèhoun, Vidolè, Zounzounmè.

### Agbangnizoun
Adahondjigon, Adingningon, Agbangnizoun, Kinta, Kpota, Lissazounmè, Sahé, Siwé, Tanvé, Zoungoudo.

### Bohicon
Agongointo, Avogbanna, Bohicon I, Bohicon II, Gnidjazoun, Lissèzoun, Ouassaho, Passagon, Saclo, Sodohomè.

### Covè
Adogbé, Gounli, Houéko, Houen-Hounso, Lainta-Cogbè, Naogon, Soli, Zogba.

### Djidja
Agondji, Agouna, Dan, Djidja, Dohouimè, Gobaix, Monsourou, Mougnon, Oungbègamè, Houto, Setto, Zoukon.

### Ouinhi
Dasso, Ouinhi, Sagon, Tohoué.

### Za-Kpota
Allahé, Assalin, Houngomey, Kpakpamè, Kpozoun, Za-Kpota, Za-Tanta, Zèko.

### Zagnanado
Agonli-Houégbo, Banamè, N'-Tan, Dovi, Kpédékpo, Zagnanado.

### Zogbodomey
Akiza, Avlamè, Cana I, Cana II, Domè, Koussoukpa, Kpokissa, Massi, Tanwé-Hessou, Zogbodomey, Zoukou.